# Lysimachia paridiformis
Lysimachia paridiformis là một loài thực vật có hoa trong họ Anh thảo. Loài này được Franch. mô tả khoa học đầu tiên năm 1884.

## Hình ảnh

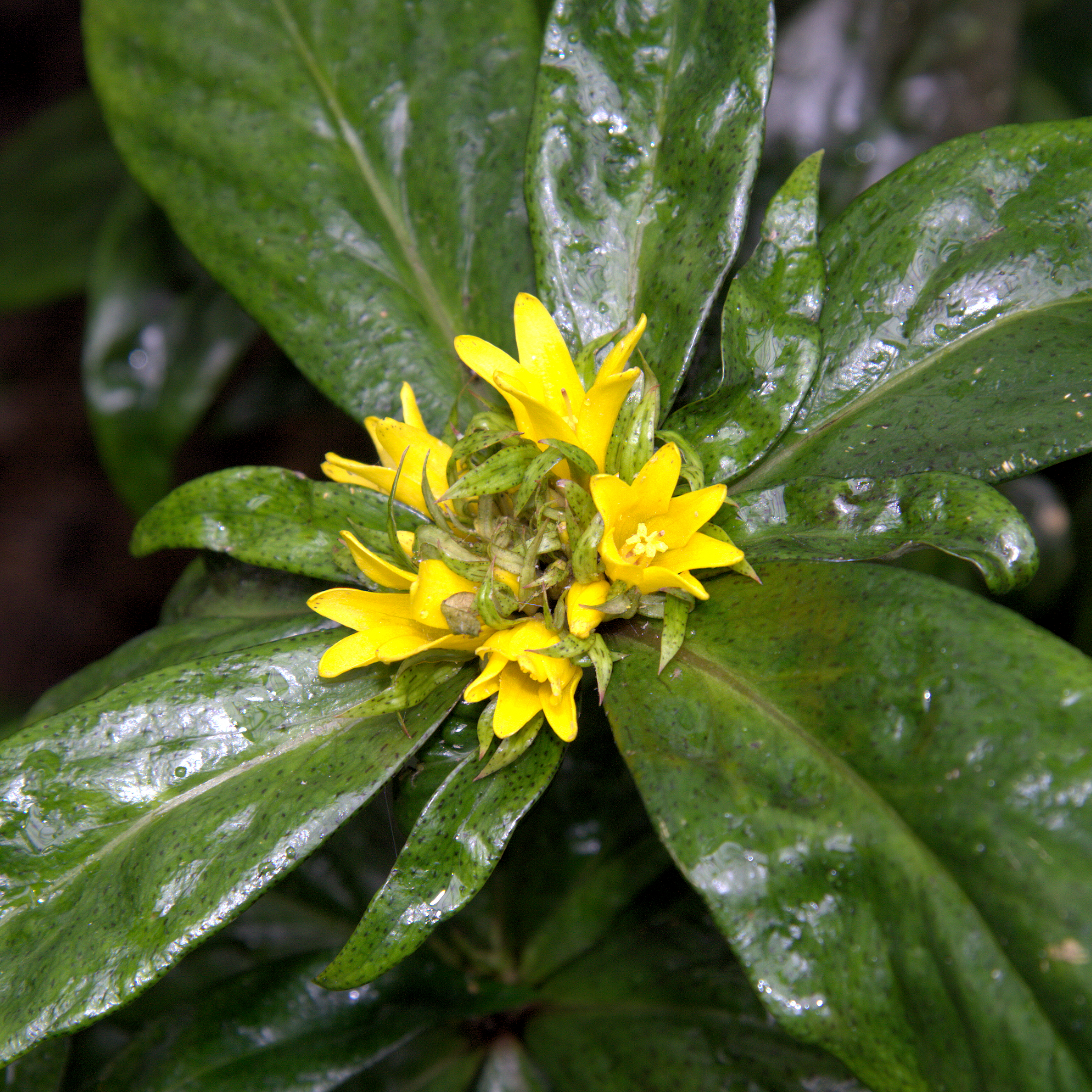